# Кастирла
Кастирла (фр. Castirla, корс. Castirla) — коммуна во Франции, находится в регионе Корсика. Департамент коммуны — Верхняя Корсика. Входит в состав кантона Голо-Морозалья. Округ коммуны — Корте.
Код INSEE коммуны — 2B083.

## Население
Население коммуны на 2008 год составляло 183 человека.
| 1962 | 1968 | 1975 | 1982 | 1990 | 1999 | 2008 |
| ---- | ---- | ---- | ---- | ---- | ---- | ---- |
| 185  | 185  | 206  | 184  | 145  | 186  | 183  |

## Экономика
В 2007 году среди 110 человек в трудоспособном возрасте (15—64 лет) 67 были экономически активными, 43 — неактивными (показатель активности — 60,9 %, в 1999 году было 58,6 %). Из 67 активных работали 56 человек (33 мужчины и 23 женщины), безработных было 11 (7 мужчин и 4 женщины). Среди 43 неактивных 11 человек были учениками или студентами, 7 — пенсионерами, 25 были неактивными по другим причинам.